# Turbostaat

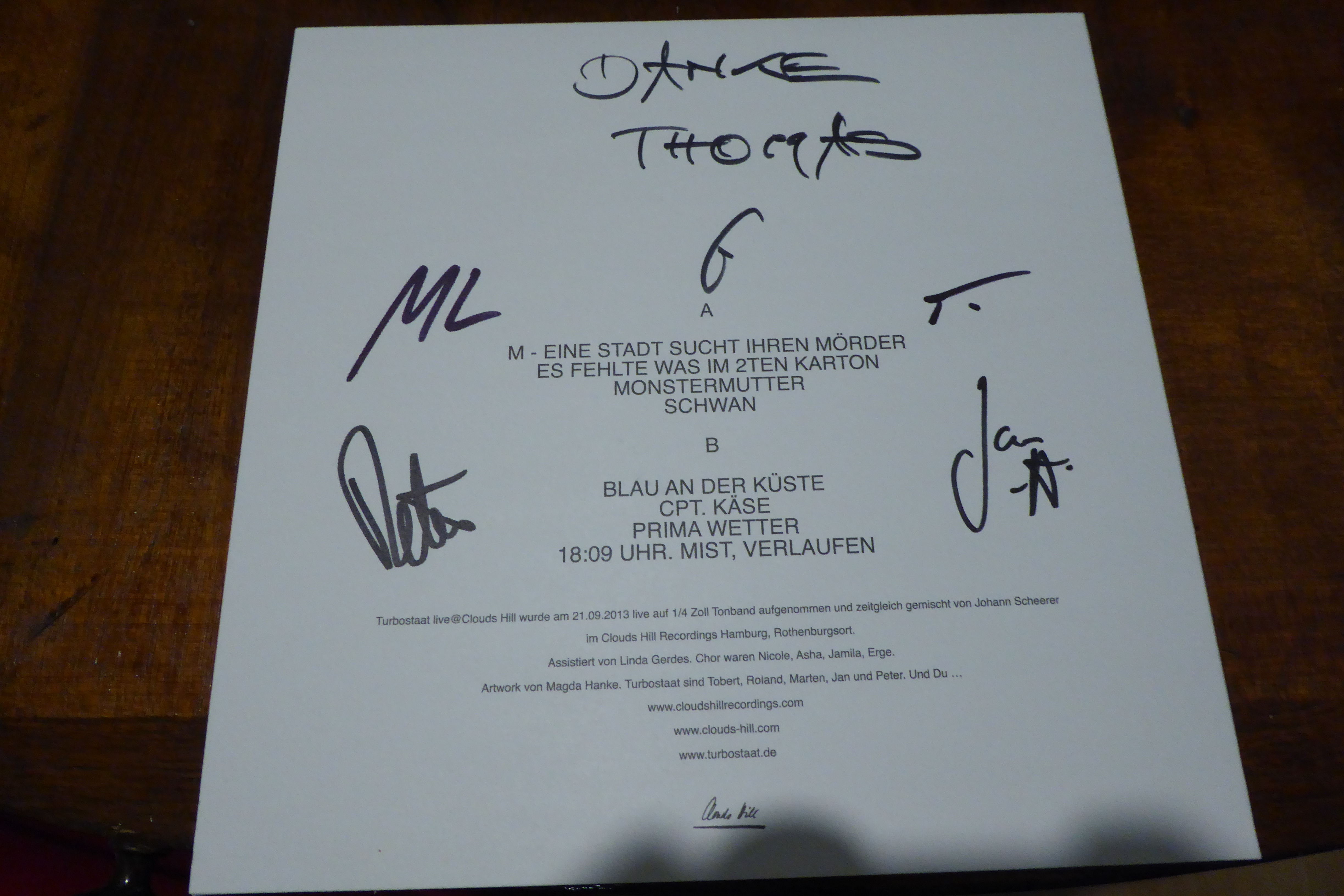
Autogramme der Bandmitglieder auf einem Schallplattencover

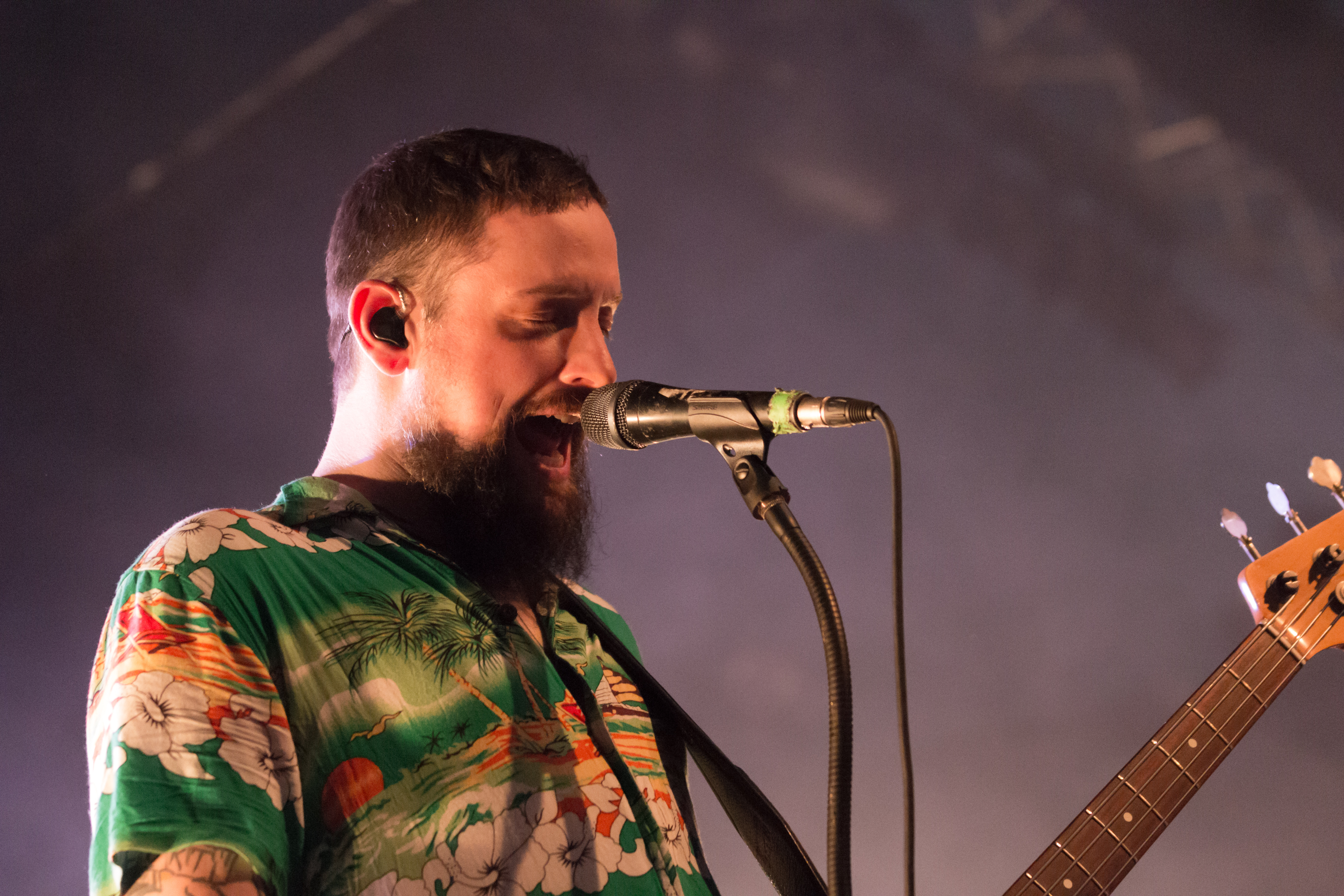
Turbostaat, Tobert Knopp, auf dem ZMF 2015 in Freiburg

Turbostaat ist eine deutschsprachige Punkrockband aus Husum, mittlerweile hauptsächlich Flensburg, die seit 1999 in unveränderter Besetzung besteht.

## Geschichte
Die Band Turbostaat wurde am 7. Januar 1999 in einem Proberaum des Husumer Kulturzentrums Speicher gegründet. Die Mitglieder der Band wirkten zuvor in anderen Punkbands mit (namentlich Exil, Zack Ahoi und Unabomber). Nach dem Umzug der Bandmitglieder von Husum nach Flensburg wurde 2001 das Album Flamingo über das Hamburger Label Schiffen veröffentlicht, ebenso wie 2003 der Nachfolger Schwan.
Turbostaat spielten unter anderem im Vorprogramm der befreundeten Band Beatsteaks. Für den Song der Beatsteaks Frieda und die Bomben, einer Coverversion des Fu Manchu-Liedes Hell on Wheels, schrieb Marten Ebsen den deutschen Text, Jan Windmeier übernahm den Gesangspart. Dieses Lied ist auf der 2004 veröffentlichten Beatsteaks-Single Hello Joe enthalten. Im Mai 2004 spielten Turbostaat im Rahmen einer Skandinavien-Tour Konzerte in Norwegen, Schweden und Finnland.
Ende 2006 wechselten Turbostaat, nachdem ihr ursprüngliches Label Schiffen die Veröffentlichung von Tonträgern eingestellt und daraufhin mehrere Plattenfirmen um die Band gebuhlt hatten, zum neu gegründeten, zur Warner Music Group gehörenden Label Same Same But Different und nahmen dort Ende März 2007 ein neues Album mit dem Namen Vormann Leiss auf, welches am 17. August desselben Jahres erschien. Das Album wurde von Moses Schneider produziert, der seither bei allen Produktionen von Turbostaat mitgewirkt hat. 2007 waren Turbostaat erstmals bei Rock am Ring vertreten und im November und Dezember 2007 Vorband bei einigen Konzerten der Beatsteaks. Außerdem gingen sie mehrfach gemeinsam mit The Gaslight Anthem auf die Bühne. Im Februar 2008 teilte die Band via MySpace  mit, wieder im Studio zu sein. Auf dem Highfield-Festival 2009 wurde dann das neue Album für Anfang 2010 angekündigt. Außerdem spielten sie im Sommer auf den Festivals bereits die neuen Lieder Surt + Tyrann und Strandgut. 2010 wurde neben einer Deutschland-Tour der offizielle Erscheinungstermin des vierten Studioalbums Das Island Manöver, der 9. April, bestätigt. Des Weiteren wurde das Lied Surt + Tyrann zum kostenlosen Download auf der Bandwebsite angeboten.
Anfang 2012 gab die Band die ersten Arbeiten an ihrem fünften Album Stadt der Angst bekannt, welches am 5. April 2013 auf dem Hamburger Plattenlabel Clouds Hill veröffentlicht wurde. In der am 20. Dezember 2012 auf ZDFneo ausgestrahlten Sendung neoParadise spielten sie den auf diesem Album enthaltenen Titel Sohnemann Heinz. Dieser Song stand ab dem 28. Februar 2013 auf der Bandwebsite zum kostenlosen Download bereit. 
Anlässlich des 15-jährigen Bandbestehens war die Band Ende 2014/Anfang 2015 auf Tour unter dem Motto 15 Jahre, zwei Abende, 63 Lieder. Dabei wurden in sieben Städten an jeweils zwei aufeinanderfolgenden Abenden alle Lieder der Band gespielt.
Ende Juni 2015 spielten Turbostaat die Instrumentalanteile für ihr sechstes Album im Hansa-Tonstudio ein. Das sechste Studioalbum Abalonia wurde am 29. Januar 2016 auf dem deutschen Ableger des belgischen Musiklabels PIAS veröffentlicht. Das Artwork des Albums stammt von dem Grafiker Stefan Weyer, der auch Gitarrist der Band Love A ist. Die Band präsentierte in der am 1. März 2016 auf ProSieben ausgestrahlten Sendung Circus HalliGalli den Song Wolter. Innerhalb der Bandgeschichte stellt Abalonia einen Wendepunkt dar, zur folgenden Tournee des Albums erschienen deutlich mehr Konzertbesucher.
2018 wurde während drei Konzerten im Kulturzentrum Conne Island in Leipzig das erste Live-Album der Band, Nachtbrot, aufgezeichnet und Anfang 2019 anlässlich des zwanzigjährigen Jubiläums der Band veröffentlicht. Im Zuge der Veröffentlichung gab Sänger Jan Windmeier an, dass die Band im Mai 2019 ihr nächstes Studioalbum aufnehmen wolle und eine Veröffentlichung zu Beginn des Jahres 2020 angepeilt sei. Das siebte Studioalbum namens Uthlande erschien dann am 17. Januar 2020 wieder auf dem Label PIAS. Auf dem Albumcover abgebildet ist ein Gemälde des Großvaters des Gitarristen Marten Ebsen. Das betreffende Gemälde hängt im Haus der Eltern von Marten Ebsen. Schon vorab wurden aus dem Album die Lieder Rattenlinie Nord (vgl. Rattenlinie Nord), Ein schönes Blau sowie Hemmingstedt veröffentlicht.
Die Texte der Songs schreibt der Gitarrist Marten Ebsen.

## Diskografie

### Alben
| Jahr | Titel Musiklabel                           | Höchstplatzierung, Gesamtwochen, AuszeichnungChartsChartplatzierungen (Jahr, Titel, Musiklabel, Platzierungen, Wochen, Auszeichnungen, Anmerkungen) | Anmerkungen                                                         |
| Jahr | Titel Musiklabel                           | DE | Anmerkungen                                                         |
| ---- | ------------------------------------------ | --- | ------------------------------------------------------------------- |
| 2001 | Flamingo Schiffen                          | — | Erstveröffentlichung: 11. Juni 2001                                 |
| 2003 | Schwan Schiffen                            | — | Erstveröffentlichung: 24. November 2003                             |
| 2007 | Vormann Leiss Same Same But Different      | DE61 (1 Wo.)DE | Erstveröffentlichung: 17. August 2007                               |
| 2010 | Das Island Manöver Same Same But Different | DE31 (2 Wo.)DE | Erstveröffentlichung: 9. April 2010                                 |
| 2013 | Stadt der Angst Clouds Hill                | DE17 (1 Wo.)DE | Erstveröffentlichung: 5. April 2013                                 |
| 2016 | Abalonia PIAS                              | DE15 (2 Wo.)DE | Erstveröffentlichung: 28. Januar 2016                               |
| 2019 | Nachtbrot Rookie Records                   | — | Erstveröffentlichung: 11. Januar 2019 Livealbum                     |
| 2020 | Uthlande PIAS                              | DE6 (2 Wo.)DE | Erstveröffentlichung: 17. Januar 2020 # 1 der deutschen Vinylcharts |
| 2025 | Alter Zorn PIAS                            | DE5 (1 Wo.)DE | Erstveröffentlichung: 17. Januar 2025                               |

### Singles
- 2006: Haubentaucherwelpen / Pingpongpunk
- 2007: Harm Rochel
- 2007: Haubentaucherwelpen
- 2008: Insel
- 2008: Vormann Leiss
- 2010: Pennen bei Glufke
- 2010: Urlaub auf Fuhferden
- 2011: FünfWürstchenGriff
- 2013: Tut es doch weh
- 2015: Abalonia
- 2016: Wolter
- 2017: Die Tricks der Verlierer
- 2019: Rattenlinie Nord
- 2019: Ein schönes Blau
- 2019: Hemmingstedt
- 2020: Brockengeist
- 2022: Otto muss fallen